# Exército Nacional Montenegrino
O Exército Nacional Montenegrino  (em sérvio:  Црногорска народна војска / Crnogorska narodna vojska)  era um exército cujo comandante supremo era o político colaboracionista montenegrino e separatista Sekula Drljević.  Quando Pavle Đurišić recuou com as suas forças de Montenegro em direcção à Eslovênia em 1945, ele fez um acordo de salvo-conduto com Drljević. De acordo com este contrato, as forças de Đurišić foram alinhadas com Drljević como o "Exército Nacional Montenegrino", com Đurišić mantendo o comando operacional, com base nas instruções de Drljević. 

## Contexto
O Exército Nacional Montenegrino foi o resultado das tentativas de Sekula Drljević de criar um exército composto por montenegrinos que viviam fora de Montenegro. 

## Estabelecimento e ações
Em 22 de março de 1945, Pavle Đurišić assinou um acordo com Drljević. De acordo com este acordo, o 8º Exército Montenegrino de Chetnik foi acordado em ficar sob o comando supremo de Drljević como Exército Nacional Montenegrino. Em 17 de abril de 1945, depois de retornar a Zagreb, Drljević emitiu uma proclamação com seu programa político e convidou seu "exército" para lutar contra a nova Iugoslávia e os chetniks de Draža Mihailović. 